# Hans Giessen
Hans Giessen (* 1962 in Landau in der Pfalz) ist ein Hochschullehrer und Publizist.

## Leben
Hans Giessen hat in Berlin (FU), Saarbrücken und Metz, Frankreich studiert. An der Universität des Saarlandes wurde er promoviert. Er war zunächst als Journalist und Publizist tätig, unter anderem als Reporter und Redakteur für das Zweite Deutsche Fernsehen in Saarbrücken und Luxemburg. An der Universität des Saarlandes wurde er nach einem Stipendium der Deutschen Forschungsgemeinschaft (DFG) habilitiert und zum Professor ernannt. Im Rahmen eines DFG-Projekts war er zwei Jahre an der Ruprecht-Karls-Universität Heidelberg beschäftigt. Von 2011 bis 2014 war er als Professor in Częstochowa (Polen) angestellt, seit 2015 ist er an der Universität Helsinki (Finnland) tätig, seit 2018 hat er zudem eine Professur an der Jan-Kochanowski-Universität in Kielce (Polen) inne.

## Wichtige Veröffentlichungen
- Untersuchungen zu langfristigen Konsequenzen formaler Eigenschaften des Fernsehens auf Gesellschaftsstrukturen. Saarbrücken 2001.
- Des langues et des média. (mit Wolfgang Bufe) Grenoble: Presses Universitaires de Grenoble[3] 2003.
- Medienadäquates Publizieren. Heidelberg, Berlin: Spektrum Akademischer Verlag / Elsevier, 2004 (Übersetzung ins Russische: Медиа-адекватное публицирование. Xapкъoв: Гуманитарный Центр).[4]

## Auszeichnungen
- 1988: Erich Voltmer-Preis[5] des Saarländischen Journalistenverbands (SJV) für eine ZDF-Reportage im internationalen Satellitenprogramm 3sat.
- 2015: Chevalier[6] im französischen Ordre national du Mérite